# Baseus
Baseus — це китайський бренд цифрових аксесуарів Володіє нею Shenzhen Besing Technology Co. Limited, був заснований в 2011 році Хе Шию (Хе Shiyou), більш відомим як «CU». Бренд спеціалізується на запасних частинах для смартфонів, оздобленні будинку та автомобільних аксесуарах . Зараз вважається однією з найбільших та найпопулярніших компаній з виробництва аксесуарів з Китаю.

## Історія
Базується в Шеньчжені, Baseus був створений в 2011 році, Хе Shiyou — генеральний директор .
У грудні 2017 року бренд відкрив спеціалізований магазин на Філіппінах.
У травні 2019 року Baseus відкрив магазин у Великій Британії. У липні він дебютував в Індії через співпрацю з Teleecare.
У вересні 2019 року Baseus представив багатопортовий зарядний пристрій на нітриді галію (GaN) .